# Harald Schmidt
Pour les articles homonymes, voir Schmidt.
Harald Schmidt est un animateur de télévision allemand né le 18 août 1957 à Neu-Ulm. Il est célèbre pour son talk show Die Harald Schmidt Show. À côté de son travail comme animateur, il est aussi devenu connu comme acteur, chansonnier, chroniqueur, conférencier, auteur et présentateur.

## Biographie

### Jeunesse et formation
Harald Schmidt est né d'un père allemand des Sudètes et d'une mère née en Moravie-du-Sud, qui a été expulsée de son pays d'origine après la Seconde Guerre mondiale.
Schmidt passe sa jeunesse à Nürtingen. À l'école de musique d'église de Rottenburg, il passe un examen comme C-musicien. Par de suite, il devient l'organiste de la paroisse catholique St. Johannes à Nürtingen.
Il était également, à cette époque, scout.
Après avoir passé le baccalauréat au lycée Hölderlin à Nürtingen, il accomplit son service civil dans l'administration d'une paroisse catholique.
De 1978 à 1981, il fait une étude de spectacle à l'université de l'État pour la musique et les arts à Stuttgart.

### Acteur et humoriste
Entre 1981 et 1984 Schmidt est engagé pour la première fois sur les scènes de la ville d'Augsbourg. Son premier rôle est celui du deuxième Mameluk dans la pièce de Lessing Nathan der Weise où il ne dit qu'une phrase : « Nur hier herein » - « Venez entrez ».
En 1984, Schmidt rejoint Kay Lorentz à la « Kommödchen » (petite comédie) de Düsseldorf, où il reste jusqu'en 1989. À Düsseldorf, il commence sa carrière comme chansonnier, sous l'instruction de Lore Lorentz. En 1985, il fait sa première tournée comme soliste sous le titre Ich hab schon wieder überzogen - J'ai exagéré de nouveau. D'autres tournées de lui à cette époque étaient Überstehen ist alles (1988) et Schmidtgift (1992).
Au printemps 2002, il retourne sur la scène, dans le rôle du serviteur Lucky dans la pièce Warten auf Godot de Beckett et en avril de cette année, il devient membre du Bochumer Schauspielhaus. Pour ce fait, il reçoit, à l'âge de 45 ans la distinction « Bester Nachwuchsschauspieler » - meilleur acteur de relève. En été 2002, également à Bochum, il joue le rôle du vice-président de Montparnasse dans la pièce Die Direktoren de Daniel Besse.
À partir du 14 juillet 2004, il part en tournée avec le programme de cabaret Sprechstunde, Einspruch et Summa Cum. Lors de quelques représentations, il est accompagné par Manuel Andrack.

### Télévision et cinéma
En 1989, Schmidt obtient sa première émission à télé, MAZ ab!, qui est diffusé par Sender Freies Berlin.
Un an plus tard suivent les émissions Pssst et Schmidteinander, produites et diffusées par la Westdeutscher Rundfunk. Il présente ces émissions en compagnie de Herbert Feuerstein jusqu'en 1994. En février et en mars 2007, Schmidt présente 12 nouvelles éditions de Pssst, mais il n'atteint pas les taux d'audience d'autrefois.
Entre décembre 1992 et mars 1993, il présente quatre fois l'émission Gala pour l'ARD. D'octobre 1992 à mai 1995, il présente également Verstehen Sie Spaß? pour l'ARD, avec un succès mitigé. Du 5 décembre 1995 au 23 décembre 2003, Schmidt présente le Harald Schmidt Show, un late-night show, diffusé sur la chaîne privée Sat.1. D'août 1998 à décembre 2003, cette émission est produite dans le studio 449 de la société Bonito à Cologne-Mühlheim.
À cause de son humour cynique et parfois même irrespectueux, il est surnommé Dirty Harry par les médias. En 1995, il joue également dans le film Nich mit Leo (avec Jürgen von der Lippe) et en 1999, il joue le protagoniste, Conny Scheffer, dans le film Late Night.
De plus, il apparait souvent en compagnie d'autres chansonniers connus comme Otto Waalkes par exemple, dans le film 7 Zwerge - Männer allein im Wald. Dans le film Vom Suchen und Finden der Liebe, il joue un rôle secondaire à côté de Anke Engelke.
En 2002, Schmidt présente une édition de son Late Night Show entièrement en français. Cette édition est rediffusée quelques jours plus tard sur Arte. Le 8 décembre 2003, Harald Schmidt annonce qu'il marque une « pause créative » et cesse momentanément de présenter son Late Night Show. La première édition préliminaire de son nouveau Late Night Show sur ARD est diffusée le 23 décembre 2004, un an après la dernière édition sur Sat.1.
La première édition régulière est émis le 19 janvier 2005. Dans toutes les éditions, il sera accompagné par Manuel Andrack et la présentatrice française Nathalie Licard. Selon les estimations de l'association suisse Klein Report pour les médias, Schmidt gagne à peu près 8 millions d'euros par an pour présenter 60 émissions, ce qui correspond à un budget de 133 000 euros par émission. À côté de la présentation de son Late Night Show, il présente également d'autres émissions ou apparaît dans des campagnes publicitaires à la télévision allemande. En avril 2007 par exemple, il présente le heute journal (JT de la ZDF). 4,24 millions de personnes regardent cette édition.
Le 14 mai 2007, Schmidt annonce qu'il poursuivra son émission après la pause estivale avec le jeune chansonnier Oliver Pocher. Le Late Night Show est rebaptisé Schmidt und Pocher - Schmidt et Pocher depuis lors. Dans ces nouvelles éditions, Schmidt assure à peu près 50 % de la présentation.

### Vie privée
Schmidt réside avec sa compagne à Cologne-Marienburg. Il a quatre enfants - un fils avec son ancienne compagne ainsi que deux filles et un fils avec sa compagne actuelle.
Schmidt a grandi, d'après lui-même, dans une famille très conservatrice et catholique ; il déclare ne pas avoir pas envisagé de faire son sacerdoce à cause du célibat.

## Littérature
Schmidt est l'auteur de plusieurs livres. À côté de ce travail, il rédige une chronique hebdomadaire dans le magazine allemand Focus.
En 2002 paraît une biographie non autorisée de Harald Schmidt, écrite par Mariam Lau.
En 2003, paraît le livre Late Night Solo - Die Methode Harald Schmidt (La Méthode Harald Schmidt). Dans ce livre, l'auteur, Kay Sokolowsky, tente d'analyser l'humour de Schmidt.
En 2006, paraît le livre Wer ist Harald Schmidt? (Qui est Harald Schmidt ?) édité par son ancien collègue Peter Reinwarth. Dans ce livre, qui fait l'objet d'une polémique, Reinwarth critique le phenomène Harald Schmidt dans les médias.